# الغواصة الألمانية يو-451
غواصة يو-451 غواصة يو بوت ألمانية من غواصة الفئة السابعة سي بنيت لسلاح بحرية ألمانيا النازية كريغسمارينه، في أحواض  خلال الحرب العالمية الثانية.